# 진안 강정리 오층석탑
진안 강정리 오층석탑(鎭安 江亭里 五層石塔)은 대한민국 전북특별자치도 진안군에 있는 오층석탑이다. 1976년 4월 2일 전라북도의 유형문화재 제73호로 지정되었다.
이 석탑은 고려 전기에 세운 것으로 높이는 3.77m이다. 넓은 받침부와 그 위에 얹은 각층 몸체에는 네모난 기둥 모양을 새겼다. 지붕은 층마다 처마 경사와 윗면의 경사가 급하여 둔한 느낌을 준다. 3층 몸체부터 높이가 급격히 감소하나 폭은 줄지 않아 안정감이 없어 보인다. 꼭데기에는 꽃무늬와 띠로 장식한 네모난 돌을 놓고, 그 위에 둥근 돌을 얹었다.
받침부가 넓고 그 윗면이 경사졌으며 1층 몸체가 높아, 신라 석탑양식의 영향을 받았음을 알 수 있다.

## 참고 자료
- 강정리오층석탑 - 국가유산청 국가유산포털